# Arnaldo Farioli
Arnaldo Farioli   (Bèrgam, 22 de juliol de 1945) és un antic pilot d'enduro i motocròs italià. Va començar a competir el 1961 i a partir de 1965 va participar vuit vegades als Sis Dies Internacionals d'Enduro (ISDE, aleshores anomenats ISDT), competició on va guanyar un total de sis medalles d'or. Va guanyar un campionat provincial de motocròs a la categoria de 125 cc (1966) i dos campionats d'Itàlia d'enduro a la mateixa cilindrada (1969 i 1971). El 1968 va formar part de l'equip italià que va guanyar el vas d'argent als ISDT, celebrats a San Pellegrino Terme, a la Llombardia.
Lligat des de sempre a la marca de motocicletes austríaca KTM, un cop retirat va dirigir-ne l'equip de fàbrica a Itàlia i des de finals de la dècada del 1970 en fou el principal importador al país. Des de l'any 2000, el negoci el porta el seu fill, Fabio Farioli, un reconegut pilot d'enduro que n'ha estat Campió del món i ha guanyat diverses vegades el Trofeu als ISDE.